# يوهانس بينزينج
يوهانس بينزينج (بالألمانية: Johannes Benzing)‏ (و. 1913 – 2001 م) هو دبلوماسي، وأستاذ جامعي ألماني، ولد في فيلينغن-شفنينغن، كان عضوًا في الحزب النازي، كان عضوًا في كتيبة العاصفة، توفي عن عمر يناهز 88 عاماً.